# ثيوسيانات الكوبالت الثنائي
ثيوسيانات الكوبالت الثنائي هو مركب كيميائي لاعضوي صيغته Co(SCN)2، ويوجد على هيئة صلب بني.

## التحضير
يحضر هذا المركب من تفاعل كبريتات الكوبالت الثنائي مع ثيوسيانات الباريوم [الإنجليزية]، حيث يترسب كبريتات الباريوم ويبقى ثيوسيانات الكوبالت الثنائي في الوسط.
{\displaystyle {\ce {CoSO4 + Ba(SCN)2 -> BaSO4 + Co(SCN)2}}}

## الخواص
يوجد المركب في الشروط القياسية على هيئة صلب بني، وينحل بشكل جيد في الماء. وللمركب بنية بوليميرية.